# لورنتیا

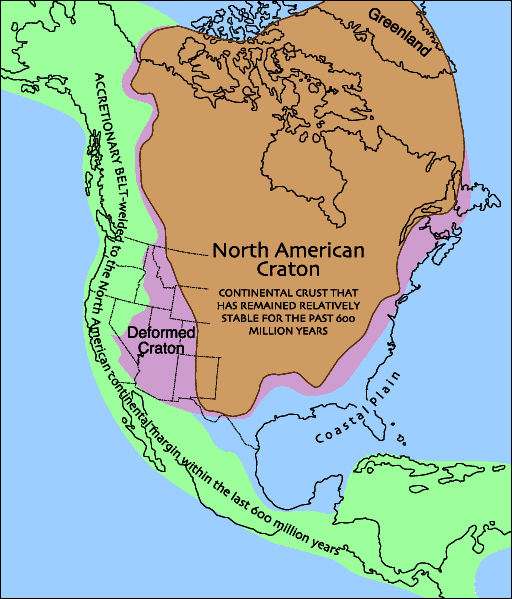
لورنتیا که به آن پوستهٔ پایای آمریکای شمالی هم می‌گویند.

لورِنتیا (انگلیسی: Laurentia، تلفظ: لورِنشیا) یک دیرین‌قاره است که ۷۵۰ میلیون سال پیش با شکسته شدن ابرقاره رودینیا شکل گرفت.
لورنتیا امروزه تا حد زیادی با آمریکای شمالی امروزی به اضافه گرینلند مطابقت دارد. حدود ۴۰۰ میلیون سال پیش، لورنتیا با دیرین‌قاره بالتیکا برخورد کرد و لوراسیا را تشکیل داد. کوه‌زایی که در این دوران بر اثر این برخورد رخ داد کوهزایی کالدونی یا همان رشته‌کوه کالدونی نامیده می‌شود.
در شکل امروزی خود، به لورنتیا پایاپوستهٔ آمریکای شمالی هم می‌گویند که یک پوستهٔ پایای (کراتون) قاره‌ای بزرگ است که هسته زمین‌شناسی باستانی آمریکای شمالی را تشکیل می‌دهد. لورنتیا بارها در گذشته خود یک قاره جداگانه بوده و اکنون نیز به شکل آمریکای شمالی حدوداً همین نقش را دارد، اگرچه در ابتدا شامل مناطق پایاپوسته‌ای گرینلند و همچنین بخش شمال غربی اسکاتلند نیز بود.
در دوره کرتاسه (۴ ± ۱۴۵ تا ۶۶ میلیون سال پیش) لورنتیا یک قاره مستقل به نام آمریکای شمالی بود. در نئوژن (۲۳٫۰۳ ± ۰٫۰۵ میلیون سال پیش تا امروز یا پایان ۲٫۵۸۸ میلیون سال پیش), لورنتیا، به شکل آمریکای شمالی، با آمریکای جنوبی برخورد کرد و خشکی قاره آمریکا را تشکیل داد.
در زمان کامبرین، لورنتیا ۹۰ درجه در جهت عقربه‌های ساعت از جهت فعلی خود چرخیده بود و در دو سوی خط استوای دیرینه قرار داشت. لورنتیا توسط اقیانوس یاپِتوس از گندوانا جدا می‌شد. پایاپوستهٔ کوچکتر بالتیکا در درون اقیانوس یاپتوس، در جنوب لورنتیا و درست در حاشیه شمالی گندوانا جای گرفته بود.
بالتیکا از بخش اعظم اسکاندیناوی و اروپای غربی تشکیل شده بود. در شرق لورنتیا، پایاپوستهٔ سیبری درست در جنوب استوای دیرینه بین لورنتیا و کرانه‌های باختری گندوانا قرار داشت. تا اواخر دوره کربنیفر، سیبری ۱۸۰ درجه از جهت فعلی خود چرخیده بود.

## نام
نام لورنتیا در زمین‌شناسی از مدت‌ها پیش به عنوان نام جایگزینی برای «سپر کانادا» استفاده شده‌است. نام لورنتیا از کوه‌های لورنسین کانادا که در آنجا واقع شده، گرفته شده‌است. نام این رشته‌کوه نیز از رودخانه سن‌لوران گرفته شده‌است.